# Rionegro
Rionegro este un municipiu din departamentul Antioquia, Columbia.

## Personalități născute aici
- Iván Córdoba (n. 1976), fotbalist.